# Omega Pilzno
Omega Pilzno ITiS Godawski & Godawski Sp. z o.o. – przedsiębiorstwo transportowo-spedycyjne z Podkarpacia, które zajmuje się przewozami krajowymi i międzynarodowymi naczepami standardowymi, zestawami typu tandem, chłodniami oraz silosami, przewozami małymi samochodami o ładowności 3 tony i sprzedażą paliw, a także sprzedażą części zamiennych i opon do samochodów ciężarowych. Jest prowadzona przez braci Adama i Mariusza Godawskich. Główna siedziba spółki mieści się w województwie podkarpackim w Pilźnie. Na przestrzeni czasu powstały także oddziały w Krakowie, Zabrzu, Rzeszowie, Gdyni.
Omega Pilzno zasięgiem swojego działania obejmuje wszystkie kraje Europy, w tym także Turcję.

## Historia
- 1991 – firma Omega Pilzno Godawski & Godawski sp. z o.o., mieszcząca się w województwie podkarpackim, rozpoczęła swoją działalność transportową, zrzeszając indywidualnych przewoźników, świadczących usługi transportowe w obrębie kraju do 1994 r.

- 1995 – firma umocniła się na międzynarodowym rynku, przez inwestycje zaplecze technologiczne.

- 1996 – firma Omega Pilzno Godawski & Godawski sp. z o.o. rozszerzyła swą działalność o system spedycyjny. W tym samym roku nawiązała się współpraca z T.C. Dębica

- 1997–1999 – zakupiono dwa zestawy – Volvo – 110 cbm oraz 13 zestawów Dyrkacz-Sanok.

- sierpień 1999 – firma zdobyła nagrodę firmy Goodyear Niemcy i nawiązała z nią współpracę.

- 2000–2005 – wejście firmy do Europy. Spółka wygrała przetargów na transporty pomiędzy państwami Unii Europejskiej, z pominięciem Polski. Zdobyła certyfikat ISO 9001:2000 oraz nagrodę w programie „Przedsiębiorstwo Fair Play” i wyróżnienie jako „Solidna firma” oraz tytuł „Lider Rynku” i „Euro Leader 2005”. Została sponsorem regionalnego oddziału Polskiego Towarzystwa Logistycznego, umożliwiając studentom pisanie prac magisterskich na podstawie analizy działalności firmy.

- 2005–2006 – Omega Pilzno otworzyła Autoryzowany Serwis Samochodów Ciężarowych Volvo. Firma zbudowała nowy parking dla samochodów TIR mieszczący 200 pojazdów. W 2007 roku do grupy kapitałowej Omega Pilzno dołączyło Przedsiębiorstwo Prywatnej Podkarpackiej Komunikacji Samochodowej PPPKS Rzeszów. Spółka otworzyła nowe oddziały w Krakowie i Zabrzu.

- 2007–2008 – Omega Pilzno Godawski & Godawski sp. z o.o. prowadziła intensywne inwestycje, w efekcie czego rozwijające się zaplecze technologiczne firmy wyniosło ok. 559 własnych jednostek oraz 544 naczep. Firma podjęła rozpoczęcie w I kwartale 2008 budowy Podkarpackiego Parku Logistycznego o powierzchni docelowej 70 000 m², I etap budowy to 17 000 m² oraz Otwarcie Agencji Celno-Portowej w Gdyni.

- 2009 – Omega Pilzno Godawski & Godawski sp. z o.o. w związku z upadkiem Trans Południe przejęła ok. 70% zleceń swojego transportowego konkurenta[3]
- 2010 – Omega Pilzno Godawski & Godawski sp. z o.o. kupiła 10 ciągników siodłowych oraz 50 tandemów marki MAN TGX.
- 2011 – Omega Pilzno Godawski & Godawski sp.z o.o. zakupiła 15 ciągników siodłowych marki Volvo FH12.

## Flota
Do dyspozycji transportowej firma posiada 559 własnych jednostek, w tym:
- 400 ciągników siodłowych
- 90 zestawy samochód ciężarowy + przyczepa o kubaturze 115 cbm, samochód ciężarowy do przewozu gazu oraz cysternę do przewozu paliw
- 60 zestawów w grupie PP PKS Rzeszów
- 9 zestawów samochód + przyczepa o ładowności do 16 ton

544 naczep, a w szczególności:
- 340 naczep – plandekowych
- 91 naczep – chłodnia
- 31 naczep – kubatura MEGA
- 27 naczep – Papier Liner
- 25 naczep – walking floor
- 20 naczep – silos do przewozu sadzy
- 10 naczep – hakówki